# Costanza Farnese
Costanza Farnese, född 19 december 1500 i Rom, död 23 maj 1545 i Rom, var en italiensk adelskvinna. Hon var utomäktenskaplig dotter till påven Paulus III (påve 1534-1549) och Silvia Ruffini.